# 덕암고등학교
덕암고등학교(德巖高等學校)는 대한민국 전북특별자치도 김제시 서암동에 있는 사립 고등학교이다.

## 학교 연혁
- 1982년 8월 24일 : 김제북고등학교 설립 인가
- 1983년 3월 2일 : 김제북고등학교 초대 교장 유홍렬 선생 취임
- 1983년 3월 3일 : 신입생 9학급 540명 입학
- 1984년 7월 1일 : 기숙사 (지덕관) 준공
- 1998년 3월 2일 : 교명 변경 (덕암고등학교)
- 2003년 4월 30일 : 타탄트랙 및 우레탄 다목적 구장 준공
- 2003년 6월 2일 : 홍학관 준공
- 2005년 2월 16일 : 홍문관 건립 준공
- 2008년 2월 15일 : 기숙사 대수선 완공
- 2009년 1월 16일 : 본관 대수선 완공
- 2011년 10월 4일 : 인조 잔디 구장 준공
- 2015년 6월 9일 : 제10대 이사장 유홍렬 선생 취임
- 2020년 9월 20일 : 보건실 및 과학관 현대화 사업 완료
- 2024년 2월 6일 : 제39회 졸업식(139명) 총 졸업생수 11,691명
- 2024년 3월 4일 : 신입생 (7학급) 140명 입학
- 2024년 9월 1일 : 제15대 교장 김형수 선생 취임

## 참고 자료
- 덕암고등학교 - 한국교육학술정보원 학교알리미